# Corynopuntia kunzei
Corynopuntia kunzei (choya abrojo de Arizona) es una especie de planta perteneciente a la familia Cactaceae que se distribuye en Baja California y Sonora en México, y Arizona y California en Estados Unidos. La palabra kunzei es un epíteto en honor a Richard Ernest Kunze, médico alemán que estudió las propiedades terapéuticas de varias especies de cactus.

## Descripción
Tiene crecimiento subarbustivo y alcanza hasta 30 cm de altura. Tiene tallos claviformes, de entre 3 y 12 cm de largo. Los tubérculos son escasos pero pronunciados. La areolas son circulares con gloquidios color pardo. Tiene de 10 a 20 espinas, aplandas y de 3 cm de largo de color grisáceo a negro. Sus espinas forman una armadura alrededor del tallo. La flor tiene 3 cm de diámetro con segmentos amarillos. El fruto es cilíndrico y con una longitud de 3 a 4 cm. Las semillas son numerosas, discoideas, de color amarillento pardo.
Se cultiva y recolecta para su comercialización como planta ornamental, aunque esta práctica no es muy común en esta especie.

## Distribución
Endémica de los estados de Baja California y Sonora en México, y California y Arizona en Estados Unidos.

## Hábitat
Crece sobre suelos arenosos en matorrales xerófilos del desierto sonorense. En elevaciones que van desde el nivel del mar hasta 600 m s. n. m.

## Estado de conservación
No se conocen mayores amenazas para la conservación de esta especie, además, gran parte de su área de distribución se encuentra dentro de zonas militares estadounidenses y dentro de varias reservas naturales como el Organ Pipe Cactus National Monument y Joshua Tree National Park en Estados Unidos y en la Reserva de la Biosfera el Pinacate en México.